# Black Messiah
Black Messiah – niemiecka grupa muzyczna wykonująca muzykę viking/black/pagan i folkmetalową. Została założona w 1994 roku. Teksty Black Messiah dotyczą bitew i mitologii teutońskiej. Grupa brała udział w festiwalu Ultima Ratio w Krefeld w 2006 roku z grupami m.in. Menhir, Odroerir i Riger oraz w festiwalu Cernunnos Pagan Fest w 2008 roku.

## Aktualny skład zespołu
- Zagan – wokal, gitara, skrzypce, mandolina
- Meldric – gitara
- Zoran – gitara
- Aknar – keyboard
- Garm – gitara basowa
- Mike „Brööh” Bröker – perkusja

### Byli członkowie zespołu
- Nabahm (Jewgienij Szestopałow) – perkusja
- Reverend Heidenbluth – perkusja
- Frohnleichnam – gitara
- Frank „Blackfire” Gosdzik – gitara na Sceptre of Black Knowledge (ex-Sodom, Kreator)
- Drahco – gitara basowa
- Niörd – gitara basowa
- Surthur – perkusja
- Hrym – keyboard

## Dyskografia

### Demo
- Demo 1 – 1995
- Demo 2001 – 2001
- Roughmix 2004 – 2004

### Albumy
- Sceptre of Black Knowledge – 1998
- Oath of a Warrior – 2005
- Of Myths and Legends – 2006
- First War of the World – 2009
- The Final Journey2012
- Heimweh 2013